# ایمان‌آباد
ایمان‌آباد ، شهری از توابع بخش سکوند شهرستان خرم‌آباد در دهستان سکوند جنوبی (ازنا سکوند) استان لرستان ایران است.ساکنین از طوایف ایل عالیخانی لرهای سکوند می باشند.

## جمعیت
این شهر در دهستان ازنا سکوند(سکوند جنوبی) قرار دارد و براساس سرشماری مرکز آمار ایران در سال ۱۳۸۵، جمعیت آن ۶۸۰۰ نفر (۱۳۵۰خانوار) بوده‌است.ساکنین از طوایف ایل سکوند می باشند.[1]